# 神头街道
神头街道，是中华人民共和国山西省朔州市朔城区下辖的一个乡镇级行政单位。2023年2月20日，神头街道代管的经开北中心社区和经开南中心社区划归至文远街道。

## 行政区划
神头街道下辖以下地区：
一电厂社区、二电厂社区、电建社区、狮头集团社区、啤酒厂社区、肉联厂社区、采石场社区、神头车站社区、三泉湾社区、大洼村、王圐圙村和司马泊村。